# Santa Maria do Castelo e São Miguel
Santa Maria do Castelo
e São Miguel is een plaats (freguesia) in de Portugese gemeente Torres Vedras en telt 5061 inwoners (2001).